# Mordekáj Spiegler
Mordekáj Spiegler (héberül: מרדכי שפיגלר; Szocsi, 1944. augusztus 19. –)  izraeli válogatott labdarúgó, edző.

## Pályafutása

### Klubcsapatban
Szocsiban született a Szovjetunióban zsidóként, de még gyerekkorában Netánjába költözött. Itt is kezdett el futballozni a Makkabi Netánjá csapatában. 1963 és 1971 között két alkalommal nyerte meg az izraeli bajnokságot. Később játszott Franciaországban a Paris FC és a Paris Saint-Germain együtteseiben, illetve az Egyesült Államokban a New York Cosmosban, ahol csapattársa volt Pelé. Hazájában négy alkalommal (1965–66, 1968–69, 1969–70, 1970–71) választották meg az év labdarúgójának.

### A válogatottban
1963 és 1977 között 82 alkalommal szerepelt az izraeli válogatottban és 32 gólt szerzett, (Az Izraeli Labdarúgó-szövetség számításai szerint ennyi, a FIFA csak 25-öt tart számon), mellyel az izraeli válogatott történetének legeredményesebb játékosa. 25 gólt 62 hivatalos nemzetközi mérkőzésen szerzett és további 21 nem hivatalos találkozón (többnyire olimpiai selejtezők alkalmával) hétszer volt eredményes.
Első mérkőzését 1964. január 2-án játszotta Hongkong ellen. Részt vett az 1964-es Ázsia-kupán, melyen két gólt szerzett és megnyerték a tornát. Tagja volt az 1968-as Ázsia-kupán, az 1968. évi nyári olimpiai játékokon és az 1970-es világbajnokságon résztvevő válogatott kereteinek is.
Az 1970-es világbajnokságon Svédország ellen ő szerezte csapata első és Izrael történetének egyetlen gólját a világbajnokságok történetében.

## Sikerei

### Játékosként
Makkabi Netánjá
- Izraeli bajnok (2): 1970–71, 1977–78
- Izraeli kupa (1): 1977–78
- Izraeli szuperkupa (2): 1971, 1978

New York Cosmos
- Soccer Bowl (1): 1977

Izrael
- Ázsia-kupagyőztes (1): 1964

Egyéni
- Az izraeli bajnokság gólkirálya (3): 1965–66, 1967–68, 1968–69
- Az év izraeli labdarúgója (4): 1965–66, 1968–69, 1969–70, 1970–71

### Edzőként
Makkabi Netánjá
- Izraeli bajnok (1): 1982–83
- Izraeli szuperkupa (1): 1983
- Intertotó-kupa (2): 1983, 1984

## Külső hivatkozások
- Mordekáj Spiegler – a FIFA adatbázisában
- Mordekáj Spiegler adatlapja a National-Football-Teams.com oldalon (angolul)

- Mordekáj Spiegler profilja az Olympedia oldalán (angolul)
- Mordekáj Spiegler. FootballDatabase.eu
- Mordekáj Spiegler. eu-football.info